# Limonia elephantella
Limonia elephantella är en tvåvingeart som beskrevs av Alexander 1972. Limonia elephantella ingår i släktet Limonia och familjen småharkrankar. Inga underarter finns listade i Catalogue of Life.